# Crotalaria carsonii
Crotalaria carsonii är en ärtväxtart som beskrevs av Baker f.. Crotalaria carsonii ingår i släktet sunnhampor, och familjen ärtväxter. Inga underarter finns listade i Catalogue of Life.